# Умопомрачение (фильм)
«Умопомрачение» — драматический кинофильм режиссёра Алана Рудольфа.

## Сюжет
Действие фильма перескакивает между реальностью и нереальностью. Главные герои оказываются собственной противоположностью. Фильм полон дежа вю и похожих друг на друга второстепенных персонажей, появляющихся в различных местах и в разное время.
Главный герой Хок когда-то был полицейским, но совершил убийство и попал в тюрьму, где отсидел восемь лет. После этого он возвращается домой. В кафе, принадлежащем его бывшей девушке Ванде, он знакомится с молодой женщиной по имени Джорджия, которая оказывается женой преступника…

## Создатели фильма

### В ролях
- Крис Кристофферсон — Хок
- Кит Кэррадайн — Куп
- Женевьев Бюжо — Ванда
- Лори Сингер — Джорджия
- Джо Мортон — Соло
- Дивайн — Хилли Блю
- Джордж Кирби — лейтенант Гантер

### Съёмочная группа
- Режиссёр — Алан Рудольф
- Автор сценария — Алан Рудольф
- Продюсеры — Дэвид Блокер, Кэролин Пфайфер
- Редактор — Том Уоллс
- Композитор — Марк Айшем
- Оператор — Тоёмити Курита

## История проката

### Даты премьер
Даты приведены в соответствии с данными IMDb.
- США — 11 декабря 1985 (премьерный показ в Лос-Анджелесе)
- ФРГ — февраль 1986 (показ на международном кинофестивале Берлинале)
- США — март 1986
- ФРГ — 12 июня 1986
- Австралия — 2 октября 1986
- Франция — 26 ноября 1986
- Финляндия — 28 ноября 1986

## Награды и номинации
Список наград и номинаций приведён в соответствии с данными IMDb.

### Награды
| Год  | Событие                      | Награда                                            | Награждённый   |
| ---- | ---------------------------- | -------------------------------------------------- | -------------- |
| 1986 | Берлинский кинофестиваль     | Приз Европейской конфедерации художественного кино | Алан Рудольф   |
| 1986 | Кинопремия «Независимый дух» | Лучшая операторская работа                         | Тоёмити Курита |

### Номинации
| Год  | Событие                      | Награда             | Номинант     |
| ---- | ---------------------------- | ------------------- | ------------ |
| 1986 | Берлинский кинофестиваль     | Золотой медведь     | Алан Рудольф |
| 1986 | Кинопремия «Независимый дух» | Лучшая женская роль | Лори Сингер  |